# ما بعد الحادثة (فلم)
ما بعد الحادثة (بالإنجليزية: Aftermath) فيلم دراما أمريكي صَدَرَ بتاريخ 7 أبريل 2017، الفيلم من إخراج إليوت لستر وتأليف خافيير غويون، وبطولة أرنولد شوارزنيجر، سكوت مكنيري، ماجي غرايس ومارتن دونوفان. العنوان الأصلي للفيلم كان 478.
الفيلم مقتبس عن كارثة أوبرلينغن، ويتناول جريمة قتل مراقبة الحركة الجوية السويسري بيتر نيلسن من قبل المهندس المعماري الروسي فيتالي كالاييف الذي حمل بيتر نيلسن مسؤولية مقتل زوجته وإبنتيه في الكارثة.

## القصة
فيكتور رجل فقد زوجته وإبنه في حادث تحطم طائرة. وقعت المأساة عندما كان مراقب الحركة الجوية بيتر نيلسن يقوم بواجبه. فيكتور يلوم بيتر نيلسن على المأساة ولايستطيع نسيان الأمر.

## طاقم التمثيل
- أرنولد شوارزنيجر في دور روماني ملنيك (في تجسيد شخصية فيتالي كالوييف)
- سكوت مكنيري في دور يعقوب «جيك» بونانوس
- ماجي غرايس في دور كريستينا
- مارتن دونوفان في دور روبرت
- هانا وير في دور تيسا
- ماريانا كلافينو في دور آيف ساندرز
- كيفين زيغرس في دور جون غوليك
- لاري سوليفان في دور جيمس غوليك
- تيري كلارك ليندن كمشرف طيران

## روابط خارجية
- مقالات تستعمل روابط فنية بلا صلة مع ويكي بيانات